# Wallingford (hrabstwo Rutland)
Wallingford – jednostka osadnicza w Stanach Zjednoczonych, w stanie Vermont, w hrabstwie Rutland.